# Parlament Haiti
Parlament Haiti – główny organ władzy ustawodawczej na Haiti. Ma charakter bikameralny i składa się z Senatu i Izby Deputowanych.

## Izba Deputowanych
Izba Deputowanych (fr. Chambre des Députés, hat. Chanm Depite) jest izbą niższą i składa się ze 119 członków, wybieranych spośród 119 jednomandatowych okręgów wyborczych, w głosowaniu bezpośrednim, na czteroletnie kadencje.
Ostatnie wybory do Izby Deputowanych odbyły się 9 sierpnia 2015 (pierwsza tura) i 25 października 2015 (druga tura). Wybrano 118 ze 119 deputowanych, w tym 3 kobiety. Większość zdobyła Haitańska Partia „Łysa Głowa” uzyskując 26 mandatów.

## Senat
Senat (fr. Sénat, hat. Sena) jest izbą wyższą i składa się z trzydziestu senatorów, wybieranych na sześć lat w powszechnych wyborach bezpośrednich. W wyborach do senatu istnieje 10 okręgów wyborczych.
Ostatnie wybory do Senatu odbyły się 20 listopada 2016 (pierwsza tura) i 29 stycznia 2017 (druga tura). Wybrano 28 z 30 senatorów, w tym tylko jedną kobietę. Tym samym, procent kobiet w senacie wyniósł 3,57%. Większość zdobyła Haitańska Partia „Łysa Głowa” uzyskując 9 mandatów.